# Henrietta Ankwiczówna
Henrietta Ewa Ankwiczówna herbu Abdank, właśc. Henryka Ewa Ankwiczówna, także Ankwicz, 1v. Sołtykowa, 2v. Kuczkowska (ur. 29 listopada 1810 w Machowej k. Pilzna, zm. 7 stycznia 1879 w Krasnem k. Rzeszowa) – polska hrabianka, jedna z młodzieńczych miłości Adama Mickiewicza, jego korespondentka i pierwowzór postaci z jego utworów.
Henrietta, córka Stanisława Ankwicza i Anny z Łempickich, pochodziła z należącej do Ankwiczów Machowej. Otrzymała edukację domową na wysokim poziomie, której efekty opisała w swoich pamiętnikach Helena Miroszowa, zwracając uwagę na 19-letnią hrabiankę:

Panna Ankwicz jest bardzo wykształcona, jak mało kobiet w Polsce. Języków kilka posiada, i to w doskonałym stopniu, wyraża się nimi ślicznie, równie jak po polsku.

W Rzymie zamieszkała z rodzicami w pałacu przy Via Mercrede, który dzięki niej stał się ośrodkiem życia towarzyskiego i salonem kulturalnym. Bywali w nim m.in. Mickiewicz, Zygmunt Krasiński, Henryk Rzewuski, Antoni Edward Odyniec, Wojciech Stattler. Henrietta studiowała historię starożytną i archeologię, poznawała zabytki Rzymu.
Została przewodniczką Mickiewicza po zabytkach Rzymu i Neapolu. Była także korespondentką „Gazety Lwowskiej”, w której napisała m.in.:

Mickiewicz zna tak dobrze muzykę, jakby całe życie strawił na jej nauce, szczególnie unosi się nad dziełami Mozarta.

Znajomości Mickiewicza ze swoją córką położył jednak kres jej ojciec, hr. Stanisław Ankwicz, który nie uznał młodego poety za odpowiedniego kandydata na zięcia. Kilka lat później z Henriettą miał się żenić Zygmunt Krasiński, który poświęcił jej kilka wierszy, lecz do ślubu nie doszło. Tym razem, ku rozczarowaniu rodziców, zrezygnował poeta.
Henrietta Ankwiczówna długo odrzucała kolejnych zalotników, w końcu w 1836 poślubiła przyjaciela Krasińskiego hr. Stanisława Sołtyka z Kurozwęk, gdzie zamieszkali. Małżeństwo bez uczucia okazało się nieudane i zakończyło rozwodem. W 1845, już po śmierci Sołtyka (zm. w 1840), wyszła ponownie za mąż za młodszego od niej hr. Kazimierza Kuczkowskiego. Zamieszkali w Woli Justowskiej w Willi Decjusza, w której umieścili dzieła sztuki pochodzące z kolekcji Ankwiczów, Sołtyków i Kuczkowskich. Henrietta Kuczkowska dobudowała reprezentacyjne schody wejściowe, balkony wież i attykę wieńczącą willę. Sławne w Krakowie były zabawy ogrodowe, wieczory muzyczne i przyjęcia na Woli Justowskiej. Kuczkowscy żyli ponad stan i po śmierci męża Henrietty w 1863 wierzyciele zlicytowali cały majątek.
Dzięki Odyńcowi, który w swoich pamiętnikach Listy z podróży, drukowanych w latach 1867–1878, przypomniał jej osobę i rolę w biografii Mickiewicza, zaczęto ją odwiedzać i wspierać finansowo.
Ostatni rok życia spędziła w Krasnem pod opieką Jadwigi Skrzyneckiej, córki gen. Jana Skrzyneckiego. Do ostatnich chwil wspominała Mickiewicza. Pochowano ją w rodzinnej krypcie pod prezbiterium kościoła parafialnego w Machowej.
Mickiewicz poświęcił Ankwiczównie wiersze Do mego cziczerone i Do H***. Uważa się, że Henrietta była pierwowzorem Ewy Horeszkówny z Pana Tadeusza (a jej ojciec postaci Stolnika) oraz Ewy z III części Dziadów.